# Andrés Izarra
Andrés Izarra (* 24. Mai 1969 in Caracas) ist Informationsminister in Venezuela. Er gehört zur Vereinigten Sozialistischen Partei Venezuelas.

## Leben
Izarra war von 2004 bis 2005 Chef des Ministeriums für Kommunikation und Information (MinCI). Anfang bis Ende 2008 übernahm er das Amt erneut, bevor er seine Arbeit als Präsident des lateinamerikanischen Fernsehsenders Telesur priorisierte. 2010 ernannte ihn Venezuelas Präsident Hugo Chávez wieder zum Informationsminister.